# Friedrich Merz
Friedrich Merz (født 11. november 1955 i Brilon, Nordrhein-Westfalen) er en tysk politiker, som siden 6. maj 2025 har været Tysklands kansler, hvor han efterfulgte Olaf Scholz, og har siden den 31. januar 2022 været formand for CDU.
Merz studerede fra 1976 jura ved Rheinische Friedrich-Wilhelms-Universität Bonn og fuldførte i 1985 sin juridiske embedseksamen. Derefter arbejdede han som dommer i Saarbrücken og fra 1986 som advokat.
I 1989 blev han valgt til Europa-Parlamentet, men sad kun en enkelt periode, idet han blev valgt til Forbundsdagen i 1994. Fra 2000 til 2002 var han formand for CDU/CSU's fraktion i parlamentet. Siden 2002 har han været næstformand for fraktionen og fra 2000 til 2004 var han medlem af partiets præsidium. 
Efter at Angela Merkel havde annonceret sin afgang som partiformand, forsøgte Merz at blive ny formand, men på CDU's forbundspartidag den 7. december 2018 fik han i anden valgrunde 482 af de 999 afgivne stemmer, mens Annegret Kramp-Karrenbauer fik 517 og blev valgt.
I december 2021 fik Merz 62,1 % af stemmerne ved en vejledende urafstemning blandt CDU's medlemmer om at finde en ny formand efter Armin Laschet. 31. januar 2022 blev afstemningsresultatet fulgt af en partikongres, og Merz blev formand. Ifølge det tyske  nyhedsbureau DPA ventes det at Merz vil føre en mere højreorienteret politik end den midtersøgende politik som CDU havde under Angela Merkel i en lang årrække.
Merz vandt det tyske forbundsdagsvalg 2025, og dannede regering med SPD. Den 6. maj 2025 skete det historiske, at han i første afstemning i Forbundsdagen ikke fik nok stemmer til at blive kansler. I første afstemning fik han 310 stemmer, hvor 316 kræves for at have flertal, men i anden afstemning fik han 325 stemmer, hvilket er nok. Med denne afstemning blev Friedrich Merz Tysklands 10. kansler.